# 菲利克斯·阿吉拉爾天文台
菲利克斯·阿吉拉爾天文台（Observatorio Astronómico Félix Aguilar）是一座阿根廷聖胡安省天文台，成立於1953年。1974年，更名為卡洛斯·烏爾里科·塞斯科天文台（Estación Astronómica Carlos Ulrrico Cesco）。
菲利克斯·阿吉拉爾天文台主要觀測設施位於聖胡安省西部的埃爾萊昂西托國家公園，由阿根廷聖胡安國立大學物理與自然科學學院營運。萊昂西托天文館 (Leoncito Astronomical Complex) 也位於埃爾萊昂西托國家公園內。
菲利克斯·阿吉拉爾天文台以阿根廷天文學家和工程師菲利克斯·阿吉拉爾（Félix Aguilar，1884-1943）命名，他曾於 1919 年至 1921 年擔任拉布拉他天文台台長，並於1934年至去世前再次擔任該職務。
1974年，菲利克斯·阿吉拉爾天文台以卡洛斯·烏爾里科·塞斯科（Carlos Ulrrico Cesco）重新命名，以紀念他對天文台的建立和運營所做出的貢獻。
主帶小行星3083因菲利克斯·阿吉拉爾天文台的發現而得名。官方命名引文於1991年11月21日發布。

## 外部連結
- OAFA – The Yale Southern Observatory
- Facultad de Ciencias Exactas Físicas y Naturales 的存檔，存档日期2012-06-26. in Spanish